# Gérard Sulon
Gérard Sulon (ur. 3 kwietnia 1938 w Vottem – zm. 18 października 2020) – belgijski piłkarz grający na pozycji pomocnika. Był reprezentantem Belgii. Jego brat-bliźniak Albert również był piłkarzem i reprezentantem kraju.

## Kariera klubowa
Swoją karierę piłkarską Sulon rozpoczął w klubie RFC Liège, w którym w sezonie 1957/1958 zadebiutował w pierwszej lidze belgijskiej i grał w nim do 1968 roku. W sezonach 1958/1969 i 1960/1961 wywalczył z nim dwa wicemistrzostwa Belgii. W sezonie 1968/1969 występował w Crossingu Schaerbeek, a w sezonie 1969/1970 w Beerschot VAC. W latach 1970–1973 ponownie grał w Crossingu, w którym zakończył karierę.

## Kariera reprezentacyjna
W reprezentacji Belgii Sulon zadebiutował 21 października 1964 w zremisowanym 2:2 towarzyskim meczu z Anglią, rozegranym w Londynie. W swojej karierze grał w eliminacjach do MŚ 1966. Od 1964 do 1965 rozegrał w kadrze narodowej 6 meczów.